# すいせい
すいせい（第10号科学衛星、PLANET-A）は日本の宇宙科学研究所（ISAS、現・宇宙航空研究開発機構〈JAXA〉）が打上げた2機目の宇宙探査機である。開発・製造は日本電気が担当した。1985年8月19日に鹿児島宇宙空間観測所よりM-3SIIロケット2号機で打上げられた。
すいせいは先立って打上げられていた探査機・さきがけと共にハレー彗星の国際協力探査計画（通称・ハレー艦隊）へ参加し、太陽風とハレー彗星の大気との相互作用を観測したり、紫外線で彗星のコマを撮像することを目的としていた。
1985年11月14日、すいせいは真空紫外撮像装置（UVI）を用いてハレー彗星のコマの水素Lyα輝線による像を初めて撮影した。この像の観測から、コマの明るさが規則的に変光していることが明らかとなり、変光周期から核の自転周期が2.2±0.1日と推定された。
1986年3月8日、ハレー彗星に14万5000キロメートルの距離まで最接近し、彗星付近の太陽風観測を行った。このとき予期せぬ姿勢変化があり、接近前後2回に渡って大きな衝撃が加えられていることが判明した。1回目は最接近12分前、ハレー彗星からの距離は16万キロメートル。2回目は最接近20分後、距離は17万5000キロメートルであった。データ解析の結来、ハレー核方向より何物か（重さは控えめに見ても約5ミリグラム、比重を1として直径2ミリメートルほど）が飛んで来てすいせい下部へ衝突した、という結論になった。
1991年2月22日に軌道修正用燃料がなくなり、同年8月20日の地球スイングバイ後に運用終了した。アメリカ航空宇宙局のウェブサイトでの紹介文によると1998年にテンペル・タットル彗星とジャコビニ・ツィナー彗星探査を予定していたがこれにより中止になったと言う。